# Artistspoken
Artistspoken（アーティストスポークン）は、AD plus VENTURE（博報堂DYホールディングス子会社）が運営するオンライン音声投稿コンテンツアプリである。

## 概要
2020年9月9日にiPhone版専用アプリでのサービスの提供が開始され、2021年1月28日よりAndroid版専用アプリでのサービスの提供が開始されている。
アーティスト特化型・月額制音声配信サービスとしてiPhone版サービス提供開始時は38名・26ジャンルのアーティストが参画しており、都度アーティストの追加が行われている。

## 聴取環境
現在、iPhone版専用アプリとAndroid版専用アプリで音声配信サービスを行っている。

## 料金プラン
無料話、有料話があり、有料話を聴く場合には2つの料金プランがある。
- 1アーティスト聞き放題プラン 月額300円（税込）
- 全アーティスト聞き放題プラン 月額1,200円（税込）